# Шумково (деревня, Кишертский район)
Шумково — деревня в составе Кишертского муниципального округа в Пермском крае.
С 2006 по 2019 годы входила в состав ныне упразднённого Андреевского сельского поселения.

## Географическое положение
Деревня расположена примерно в 7 километрах на восток от села Усть-Кишерть, на правом берегу реки Сылва непосредственно к северу от железнодорожного моста через эту реку на линии Пермь-Екатеринбург.

## Климат
Климат умеренно континентальный, с продолжительной многоснежной холодной зимой и коротким умеренно тёплым летом. Средняя многолетняя температура самого холодного месяца (января) составляет −17,3 °C, температура самого тёплого (июля) — 24,8 °C. Среднегодовое количество осадков — 532 мм. Снежный покров держится в течение 170 дней в году.

## Население
| 2010 | 2011 | 2012 | 2013 | 2014 | 2015 | 2016 |
| ---- | ---- | ---- | ---- | ---- | ---- | ---- |
| 12   | →12  | →12  | ↘11  | ↘9   | →9   | →9   |

Постоянное население составляло 25 человек (96 % русские) в 2002 году.

## Достопримечательности
На окраине деревни находится археологический памятник, относящийся к Сылвенской культуре: Шумковская стоянка–селище. Располагается стоянка на выступе высокой террасы (8-9 м) правого берега реки Сылвы. Обнаружена в 1965 г. Раскопки, проводимые в 1966-1967 гг., выявили в культурном слое (до полуметра) остатки двух прямоугольных жилищ (7х7), слабо углубленных в землю, с двумя выходами и очагами в центре и у входа.